# يورغن فيرنر (لاعب كرة قدم نمساوي)
يورغن فيرنر (بالألمانية: Jürgen Werner)‏ هو لاعب كرة قدم نمساوي في مركز الوسط، ولد في 3 ديسمبر 1961 في فيلز في النمسا. لعب مع شتورم غراتس.

## وصلات خارجية
- يورغن فيرنر على موقع قاعدة بيانات كرة القدم.إي يو (الإنجليزية)
- يورغن فيرنر على موقع ناشيونال فوتبول تيمز (الإنجليزية)
- يورغن فيرنر على موقع عالم كرة القدم.نت (الإنجليزية)